# Jürgen Heinsch
Jürgen Heinsch (Lubecca, 4 luglio 1940 – 14 luglio 2022) è stato un calciatore e allenatore di calcio tedesco orientale dal 1990 tedesco, di ruolo portiere.